# Billy McCutcheon

a Compétitions nationales et continentales officielles uniquement.

b Matchs officiels uniquement.
William Morgan « Billy » McCutcheon, né en 1870 à Swansea, mort le 3 juillet 1949 à Oldham, est un joueur de rugby à XV international gallois. Il évolue au poste d'ailier tant en sélection nationale qu'en club (Swansea RFC). Billy McCutcheon obtient sept sélections. Il participe au premier tournoi britannique remporté par le pays de Galles en obtenant une Triple couronne. Puis il change de code et joue pour Oldham au rugby à XIII.

## Parcours rugbystique
McCutcheon rejoint Swansea en 1886, mais en 1888 il déménage à Oldham. Alors qu'il réside à Oldham, McCutcheon joue avec le club anglais d'Oldham Rugby Union Club mais il continue à retourner au pays de Galles, pour évoluer avec Swansea quand il le peut. À Oldham il évolue à l'aile opposée à l'ancien joueur de Swansea David Gwynn qui a également déménagé dans la région. En 1889, McCutcheon connaît une sélection avec le comté du Lancashire, encore aligné avec Gwynn.
McCutcheon commence à jouer avec Swansea au poste d'arrière mais il est déplacé à l'aile. C'est au poste d'ailier que McCutcheon est retenu pour honorer sa première cape internationale à l'occasion du deuxième match du tournoi britannique 1891. Le match est disputé à Raeburn Place contre l'Écosse; McCutcheon est un des trois néo-capés gallois alignés, les autres sont Ralph Sweet-Escott au poste de demi d'ouverture et David Daniel dans le pack d'avants. Le pays de Galles perd le match 15 à 0 en concédant sept essais, et McCutcheon perd sa place pour le match suivant au bénéfice de Thomas Pearson, que McCutcheon lui-même avait remplacé. 
Lors de la saison 1890-1891, il fait partie de l'équipe du Lancashire qui remporte le championnat des comtés.

## Statistiques en équipe nationale
Billy McCutcheon dispute sept matches avec l'équipe du pays de Galles. Il participe au premier tournoi britannique remporté par le pays de Galles qui obtient sa première Triple couronne.
| Année | Compétition         | Matches | Points | Essais |
| 1891  | Tournoi britannique | 1       | -      | -      |
| 1892  | Tournoi britannique | 2       | -      | -      |
| 1893  | Tournoi britannique | 3       | 2      | 1      |
| 1894  | Tournoi britannique | 1       | -      | -      |
| Total | Total               | 7       | 2      | 1      |